# Никола Перлич
Никола Перлич (серб. Никола Перлић/Nikola Perlić, нар. 4 лютого 1912, Славонський Брод  — пом. 19 січня 1986, Борово) — югославський футболіст, що грав на позиції лівого крайнього нападника. Відомий виступами, зокрема, за клуб «Югославія», а також національну збірну Югославії.

## Клубна кар'єра
Є вихованцем футбольного клубу «Пролетер» (Славонський Брод). З 1929 по 1933 рік грав у іншій команді зі Славонського Броду — «Марсонії».
В 1933 році приєднався до клубу «Югославія», у складі якого виступав до 1940 року, за винятком сезону 1937/38, проведеного у французькому «Ліллі». З «Югославією» був срібним призером чемпіонату 1934—35 року, а також бронзовим призером у сезоні 1938—39 року.
У 1936 році став володарем кубка Югославії, хоча у фіналі турніру не грав. У 1939 році виграв ще одне кубкове змагання, що носило назву Зимовий кубок. У фіналі «Югославія» переграла клуб Славія (Сараєво) 5:1, 0:0, Парлич забив один з голів у фіналі, а також два у півфіналі у принциповій грі проти БСК (4:0).
З 1940 року виступав у команді «Бата» (Борово), що пізніше змінила назву на «Славин». Грав до 41-річного віку.
| Дата       | Місто    | Господарі | Результат | Гості     | Турнір           | Голи | Примітки |
| ---------- | -------- | --------- | --------- | --------- | ---------------- | ---- | -------- |
| 06.09.1936 | Белград  | Югославія | 9 – 3     | Польща    | товариський матч | 2    |          |
| 22.05.1938 | Генуя    | Італія    | 4 – 0     | Югославія | товариський матч | -    |          |
| 29.05.1938 | Брюссель | Бельгія   | 2 – 2     | Югославія | товариський матч | -    |          |
| 26.02.1939 | Берлін   | Німеччина | 3 – 2     | Югославія | товариський матч | -    |          |
| 18.05.1939 | Белград  | Югославія | 2 – 1     | Англія    | товариський матч | 1    |          |
| 04.06.1939 | Белград  | Югославія | 1 – 2     | Італія    | товариський матч | -    |          |
| 15.10.1939 | Загреб   | Югославія | 1 – 5     | Німеччина | товариський матч | -    |          |
| 12.11.1939 | Белград  | Югославія | 0 – 2     | Угорщина  | товариський матч | -    |          |
| Усього     |          | Матчів    | 8         |           | Голів            | 3    |          |

## Трофеї і досягнення
- Срібний призер чемпіонату Югославії: 1934—35
- Бронзовий призер чемпіонату Югославії: 1938—39
- Володар кубка Югославії: 1936, 1938-39